# Antonio Djakovic
Antonio Djakovic, né le 8 octobre 2002 à Frauenfeld, est un nageur suisse.

## Biographie
Antonio Djakovic naît le 8 octobre 2002 à Frauenfeld, dans le canton de Thurgovie. Ses parents sont d'origine croate. Son père était nageur. Il a une sœur cadette, également nageuse.

## Carrière
Antonio Djakovic est médaillé de bronze des 200 et 400 mètres nage libre au Festival olympique de la jeunesse européenne 2017 à Győr. Aux championnats d'Europe juniors de natation 2019 à Kazan, il est médaillé d'or du 400 mètres nage libre et médaillé de bronze du 200 mètres nage libre.
Il participe aux Jeux olympiques d'été de 2020 à Tokyo, terminant notamment sixième de la finale du relais 4 × 200 mètres nage libre.
Il remporte la médaille de bronze du 400 mètres nage libre aux championnats du monde en petit bassin 2021 à Abou Dabi.
Aux championnats d'Europe 2022 de Rome, il remporte les médailles d'argent du 200 mètres nage libre et du 400 mètres nage libre.